# Aşağıhacıbey, Varto
Aşağı Hacıbey là một xã thuộc huyện Varto, tỉnh Muş, Thổ Nhĩ Kỳ. Dân số thời điểm năm 2011 là 382 người.